# Ranunculus californicus
Ranunculus californicus es una especie de planta de la familia Ranunculaceae. Es originaria de California, donde se encuentra en el chaparral o en los bosques. Su distribución se extiende desde el sur de California hasta el norte de Oregón y al sur hasta Baja California. También ha sido reportado de encontrarse en colonias aisladas en British Columbia y Washington, y en Sierra Nevada.

## Descripción
La planta alcanza un tamaño de hasta 70 centímetros de altura. La flor de color amarillo brillante es de aproximadamente 1-2 centímetros de diámetro y tiene 7 a 22 brillantes pétalos en forma de lágrima. Cada flor crece en un largo tallo verde, sin hojas.

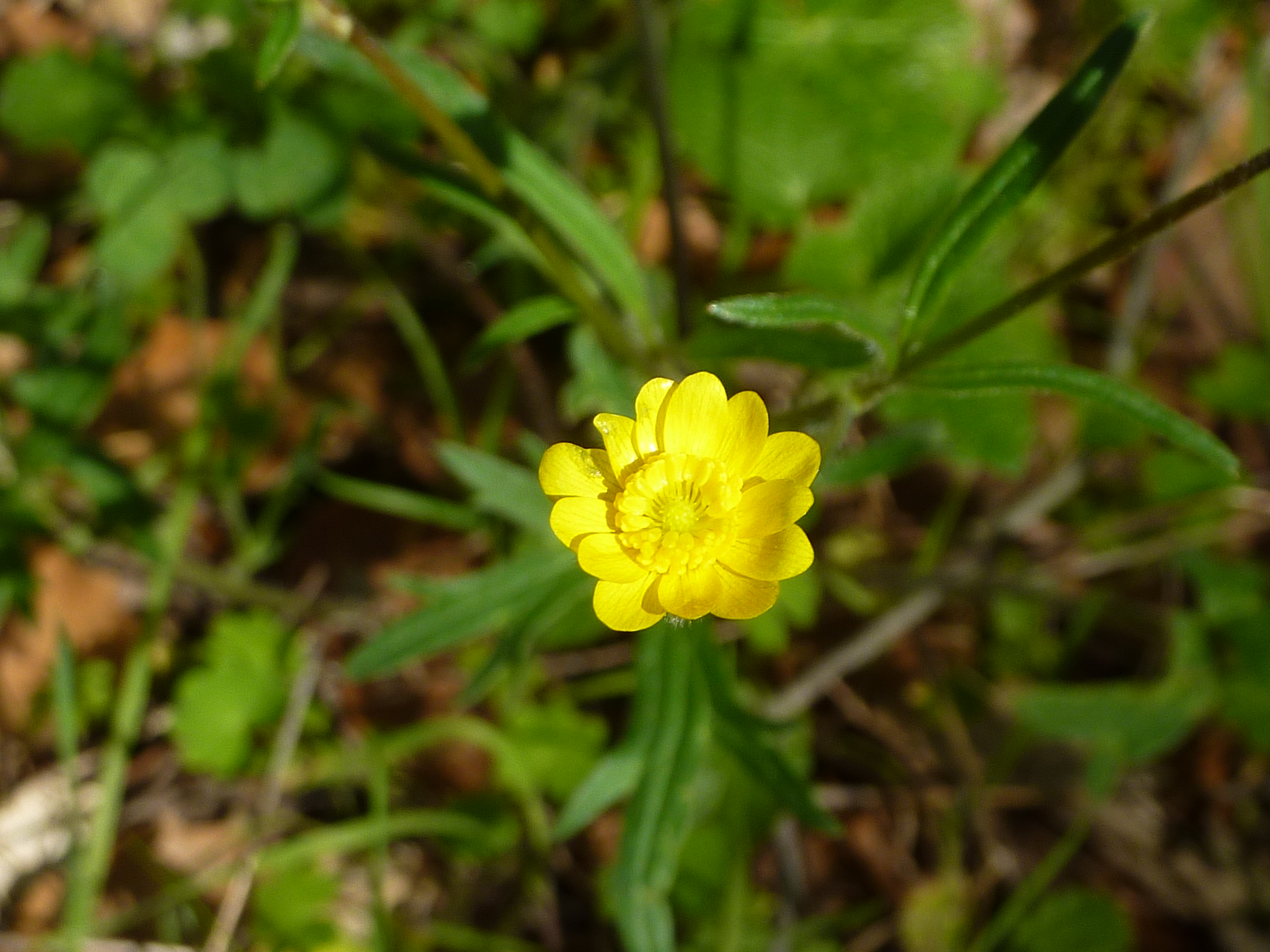
Detalle de la planta

## Taxonomía
Ranunculus californicus fue descrita por George Bentham y publicado en Plantas Hartwegianas imprimis Mexicanas 295. 1848[1849].
Sinonimia
- Ranunculus californicus var. cuneatus Greene

var. californicus
- Ranunculus californicus var. austromontanus L.D. Benson
- Ranunculus californicus var. gratus Jeps.
- Ranunculus californicus var. rugulosus (Greene) L.D. Benson
- Ranunculus rugulosus Greene[4]